# Зубов, Николай Васильевич (лётчик)
Никола́й Васи́льевич Зу́бов (1911, Москва — 1960, Мурманская область) — советский полярный лётчик, штурман 1-го класса, участник нескольких высокоширотных воздушных экспедиций и 2-й Комплексной антарктической экспедиции, Герой Социалистического Труда (1949).

## Биография
Родился в 4 апреля 1911 года в Москве. Член ВКП(б)/КПСС с 1938 года.
В годы Великой Отечественной войны в составе экипажей Московской авиационной группы особого назначения Управления полярной авиации выполнял задачи по обеспечению судоходства по Северному морскому пути. В 1943 году штурманом гидросамолёта ГСТ в экипаже И. И. Черевичного проводил поиск надводных и подводных кораблей противника в интересах Северного отряда Беломорской военной флотилии, в том числе в районе архипелага Норденшёльда, у островов Диксон, Белый, Исаченко, Русский, шхеры Минина и др. Всего налёт составил 77 часов 30 минут. Успешно патрулировал караван по маршруту Усть-Таймыр — Диксон и в исключительно сложных метеоусловиях доставил командующего флотилией контр-адмирала С. Г. Кучерова для выполнения специального правительственного задания из порта Диксон в бухту Тикси. За успешное выполнение боевых заданий приказом командующего Северным флотом от 20 ноября 1943 года награждён орденом Красной Звезды.
После войны работал в Московской авиационной группе особого назначения Управления полярной авиации Главного управления Севморпути при Совнаркоме СССР. Участник ряда воздушных высокоширотных экспедиций, Советских антарктических экспедиций в Арктику и Антарктику, в том числе проводившихся совместно с Военно-воздушными силами и Воздушно-десантными войсками Вооружённых Сил СССР.
В воздушных высокоширотных экспедициях «Север-2» (март — май 1948 года) и «Север-4» (апрель — май 1949 года) в составе экипажа Пе-8 будущего Героя Советского Союза В. С. Задкова летал на Северный полюс. Работа экспедиций была организована методом «прыгающих групп». В разные части Арктического бассейна забрасывались отряды исследователей. Количество таких точек в 1949 году дошло до тридцати. Вылетал на ледовую разведку, определяя районы будущих ледовых аэродромов и полярных станций.
Экспедиция «Север-4» завершилась 16 мая 1949 года беспосадочным перелётом самолёта Пе-8 СССР-Н396 с базы № 5 (88° с. ш., 170° в. д.) через Северный полюс в Москву. В этом полёте выполнял роль штурмана самолёта.
Указом Президиума Верховного Совета СССР от 6 декабря 1949 года («закрытым») за исключительные заслуги перед государством в деле изучения и освоения Арктики Николаю Васильевичу Зубову присвоено звание Героя Социалистического Труда с вручением ордена Ленина и золотой медали «Серп и Молот».
В экспедиции «Север-5» (1950 год) отлично выполнял труднейшие задачи по организации научных баз на льду, ежедневно совершая на самолёте Пе-8 полёты на расстояние более 2000 км от береговых баз и снабжая научные и боевые группы самолётов горючим и продовольствием. К тому времени налетал более 1 млн км. Результатом экспедиции явилось обследование Арктического бассейна, включая район Северного полюса, моря Бофорта, океанских акваторий вблизи Аляски, Канады и Гренландии. Были открыты подводный хребет Ломоносова и Канадско-Таймырская магнитная аномалия. Кроме того, выполнены программы испытаний по боевому применению военных самолётов в высоких широтах, проведён поиск арктических ледовых аэродромов для базирования истребителей и бомбардировщиков.
Участвовал в экспедиции «Север-6» (1954), а также 2-й Комплексной антарктической экспедиции (1956—1958).
17 мая 1960 года погиб вместе с двумя членами экипажа вертолёта Ми-4, упавшего в воду при посадке на атомный ледокол «Ленин», стоявший в Кольском заливе перед выходом на ходовые испытания.
Похоронен на Преображенском кладбище в Москве.

## Награды
- медаль «Серп и Молот» (06.12.1949)
- орден Ленина (06.12.1949)
- орден Красной Звезды (20.11.1943)
- орден Отечественной войны II степени (02.12.1945)
- два ордена Трудового Красного Знамени (19.05.1954, 29.08.1955)
- медаль «За оборону Советского Заполярья»
- медаль «За победу над Германией в Великой Отечественной войне 1941—1945 гг.»